# Ivan Huayhuata
Iván Enrique Huayhuata Romero (Cochabamba; 9 de marzo de 1989) es un futbolista boliviano. Juega como defensa. Actualmente milita en Club Aurora de la Primera División de Bolivia.

## Clubes
| Club                   | País    | Año           |
| ---------------------- | ------- | ------------- |
| Aurora                 | Bolivia | 2006-2013     |
| Nacional Potosí        | Bolivia | 2013-2014     |
| Jorge Wilstermann      | Bolivia | 2015-2017     |
| Aurora                 | Bolivia | 2018-2019     |
| Atlético Palmaflor     | Bolivia | 2020          |
| Aurora                 | Bolivia | 2021          |
| Universitario de Vinto | Bolivia | 2022          |
| Guabirá                | Bolivia | 2023          |
| Aurora                 | Bolivia | 2023          |
| Universitario de Vinto | Bolivia | 2024          |
| San Antonio            | Bolivia | 2024-2025     |
| Club Aurora            | Bolivia | 2025-presente |

## Palmarés

### Títulos nacionales
| Título           | Club              | País    | Año           |
| ---------------- | ----------------- | ------- | ------------- |
| Primera División | Aurora            | Bolivia | Clausura 2008 |
| Primera División | Jorge Wilstermann | Bolivia | Clausura 2016 |